# Triclofos
Triclofos là một loại thuốc an thần hiếm khi được sử dụng để điều trị chứng mất ngủ, thường là điều trị bậc hai sau khi các loại thuốc khác đã thất bại. Triclofos có thể gây ra sự phụ thuộc và không nên rút đột ngột. Thuốc này chỉ nên được sử dụng để làm giảm chứng mất ngủ nghiêm trọng trong thời gian ngắn và không nên trộn lẫn với rượu hoặc các loại thuốc trầm cảm khác. Bệnh nhân không nên lái xe hoặc sử dụng máy móc sau khi dùng triclofos. 
Triclofos là một tiền chất được chuyển hóa ở gan thành thuốc hoạt tính trichloroethanol. Tác động chậm trễ này có nghĩa là thời gian bán hủy của triclofos khá dài và nó có thể gây buồn ngủ vào ngày hôm sau. Trichloroethanol có thể gây tổn thương gan và triclofos không nên được sử dụng trong thời gian dài. 

## Tác dụng phụ
Các tác dụng phụ có thể bao gồm: nhức đầu, phát ban, chóng mặt, đầy hơi, lú lẫn, ác mộng, lệ thuộc, tiêu chảy, táo bón, buồn nôn, nôn, đau bụng và mất điều hòa. 